# Одесское высшее артиллерийское командное училище
Одесское высшее артиллерийское командное ордена Ленина училище им. М. В. Фрунзе — высшее военное учебное заведение СССР, располагавшееся в городе Одесса на 3-й станции Большого Фонтана. Существовало с 1919 по 1993 год.
Сокращённое наименование — ОВАКУ, ОВАКОЛУ
Полное наименование (с года):
- 3-и Одесские советские командные артиллерийские курсы (1919)[1];
- 2-я Одесская школа тяжёлой и береговой артиллерии (1922)[1];
- Одесская артиллерийская школа (1924)[1][2];
- Одесская артиллерийская школа имени товарища Фрунзе (12 января 1926)[1];
- Одесское артиллерийское училище имени М. В. Фрунзе (16 марта 1937, приказ Наркома Обороны Союза ССР № 36)
- Ордена Ленина Одесское артиллерийское училище имени Михаила Васильевича Фрунзе (1944)
- Одесское высшее артиллерийское командное ордена Ленина училище имени Михаила Васильевича Фрунзе

## История

### Предыстория
В 1912 году в Одессе было создано Сергиевское артиллерийское училище, специализировавшееся на крепостной артиллерии. После революции 1917 года, во время Гражданской войны училище действовало против большевиков, в 1920 году эвакуировано из Одессы в Крым, а затем в Турцию и в Болгарию. Созданное в Одессе большевиками артиллерийское училище, выпускавшее командиров для РККА, стало принципиально новым военно-учебным заведением и исторической преемственности от Сергиевского артиллерийского училища не имело.

### Гражданская война
В январе 1919 года в Харькове были организованы 1-е советские харьковские артиллерийские курсы, которые впоследствии послужили основой для создания Одесской артиллерийской школы и Одесского артиллерийского училища имени М. В. Фрунзе.— И. С. Прочко, Артиллерия в боях за Родину. — Москва: Воениздат, 1957 год. — 328 с.;
В 1919 году Одесса взята Красной Армией, которая, нуждаясь в военных специалистах, решили восстановить училище и открыли на его базе артиллерийские курсы (5 мая 1919 года). В них преподавали бывшие офицеры Русской Императорской армии. Вскоре части Добровольческой армии начали угрожать Одессе. Курсанты участвовали в безуспешной обороне города, были вынуждены оставить его и эвакуировались в Москву. В феврале 1920 года Одесса была вновь освобождена. Артиллерийские курсы возобновили процесс обучения. Их курсанты сражались с врангелевцами и махновцами.
В 1925 году умер М. В. Фрунзе, и артшкола получила его имя.

### Межвоенный период
Большим недостатком была текучесть командных кадров. Окончившие Одесскую артиллерийскую школу считали службу в береговой артиллерии бесперспективной и стремились в полевую артиллерию.— Ю. Г. Перечнев, Советская береговая артиллерия: История развития и боевого применения 1921 – 1945 гг. — М.: Наука, 1976. — 336 с. Тираж 9600.
В январе 1925 года совещание у начальника ВМС РККА решило: «Отдел Береговой артиллерии Одесской артиллерийской школы перевести в течение летних месяцев в город Севастополь, развернув его в Военно-Морское училище Береговой Обороны (ВМУ БО), передав его в подчинение управлению Военно-Морских учебных заведений (ВМУЗ), а также провести в нём самую коренную реорганизацию …». По ряду причин решение по организации ВМУ БО затягивалось до 1931 года. Постановлением РВС СССР № 334 от 18 апреля 1931 года за подписью К. Е. Ворошилова было организовано специальное Военно-Морское училище Береговой Обороны ВМС РККА в городе Севастополе. 
Училище в Одессе готовило командиров — артиллеристов, которые сражались на КВЖД, на озере Хасан, на реке Халхин-Гол, в советско-финской войне, принимали участие в освобождении западной Украины и Белоруссии, участвовали в гражданской войне в Испании. Многие выпускники и преподаватели училища в 1930-е годы были арестованы.
С 1919 по 1925 годы классами тяжелой артиллерии руководил Аргамаков Александр Павлович, генерал-лейтенант, родной дядя начальника училища Аргамакова Николая Николаевича. Архивная копия от 29 октября 2020 на Wayback Machine Архивная копия от 7 февраля 2019 на Wayback Machine
Был подвергнут репрессиям, расстрелян в Одессе по делу «Весна» в 1931 году в возрасте 92 лет.

### Великая Отечественная война
22 июня 1941 года началась война. Курсанты готовились к обороне города. Оборона Одессы продолжалась с 5 августа по 16 октября 1941 года, многие выпускники училища сражались в Одессе.
31 июля 1941 года был получен приказ об эвакуации училища вглубь страны. 2—4 августа курсанты маршем прошли из Одессы в Николаев, а из него на воинских поездах отправились в тыл СССР.
Первый воинский эшелон с курсантами уничтожили немецкие бомбардировщики. Никто не выжил. Второй воинский эшелон училища благополучно прошёл на Урал. 19 августа он прибыл на станцию Кунара (в 110 км к востоку от Свердловска), и училище было размещёно в посёлке городского типа Сухой Лог. Курсанты начали обучение. В ноябре 1941 года был произведён очередной досрочный выпуск командиров, все они были направлены на сформирование гвардейских миномётных формирований — знаменитых «Катюш».
В начале 1942 года начальник училища генерал-майор Воробьёв направлен на фронт, его заменили на генерал-майора Полянского. В 1942 году многие курсанты направлены в Сухой Лог в 167-ю стрелковую дивизию и помогли сформировать артиллерийский полк дивизии. 2 июня 1942 года указом Президиума Верховного Совета СССР ряд командиров и преподавателей училища были награждены орденами и медалями. Летом — осенью 1942 года часть выпускников направлены в 93-ю отдельную стрелковую бригаду, а часть сформировала дивизион, они мужественно сражались в Сталинграде.
В марте 1943 года выпускники направлены в формирующийся 30-й Уральский добровольческий танковый корпус (в октябре 1943 г. переименован в 10-й гвардейский Уральский добровольческий танковый корпус) и стали командирами САУ. Выпускников училища можно было встретить на любом фронте от Северного Ледовитого океана до Чёрного моря. 23 февраля 1944 года училище было награждено орденом Ленина.
10 апреля 1944 года войска РККА освободили Одессу. В училище состоялись митинги по этому поводу. По приказу начальника училища полковника Арефьева началось формирование команды для восстановления Одессы и своего военного городка. Арефьев решил, что училище должно быть в Одессе к концу 1944 года. Последний эшелон с Урала прибыл в Одессу 31 декабря 1944 года. 9 мая окончилась война. Многие выпускники брали Берлин и расписались на здании рейхстага.

### Послевоенное время

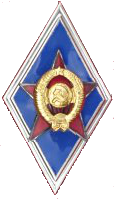
Нагрудный знак для лиц, окончивших высшие военно-учебные заведения ВС СССР —
высших военных училищ и военных институтов,
образец 1980 года

С 1946 года срок обучения в училище был увеличено с шести месяцев до четырёх лет. Многие выпускники училища служили в Венгрии, Чехословакии, Афганистане и других странах.
С 1965 года в ОЛОВАКУ началась подготовка военных специалистов для вооружённых сил других государств.
После распада СССР училище вошло в состав Вооружённых сил Украины. В 1993 году училище вместе с Одесским высшим военным объединённым командно-инженерным училищем ПВО и Одесским высшим военным объединённым командным училищем было включено в состав Одесского института сухопутных войск.

## Награды
- 22 февраля 1944 года —  орден Ленина — награждено указом Президиума Верховного Совета СССР от 22 февраля 1944 года в ознаменование 25-й годовщины Одесского артиллерийского училища имени М. В. Фрунзе за выдающиеся успехи в подготовке офицерских кадров артиллерии Красной Армии и боевые заслуги перед Родиной.

## Начальники
- Нилус, Андрей Александрович, генерал-лейтенант (1913—1918);
- Аргамаков Николай Николаевич, генерал-майор артиллерии (1919—1930); Архивная копия от 19 апреля 2019 на Wayback Machine
- Шарсков, Иван Фёдорович, комкор (1930—1932)[2];
- Воробьёв, Пётр Петрович, генерал-майор (19??—1942);
- Полянский, Николай Иванович, генерал-майор (1942—1944);
- Арефьев, Алексей Николаевич, полковник (1944—1946);
- Тимотиевич, Иван Иванович, генерал-лейтенант артиллерии (1946—1953)[6];
- Добринский, Александр Григорьевич, генерал-майор артиллерии (1953—1957)[7]
- Литвинов, Николай Васильевич, генерал-майор артиллерии, (1961—1970)
- Малакян, Сурен Арутюнович, генерал-майор (1970—1976);
- Ананьев, Николай Александрович, генерал-лейтенант артиллерии (1976—1989);
- Минасов, Владимир Самсонович, генерал-майор артиллерии, (1989—1993).

## Выпускники
За 100-летнюю историю Одесского артиллерийского училища (включая историю Сергиевского артиллерийского училища) выпущено около 30 000 офицеров (командиров), из них 250 человек дослужились до генеральских званий, 41 человек стал и двое стали Героями России Героем Советского Союза.
См. Категория:Выпускники Одесского высшего артиллерийского командного училища
См. Категория:Выпускники Сергиевского артиллерийского училища